# 4세대 이동 통신

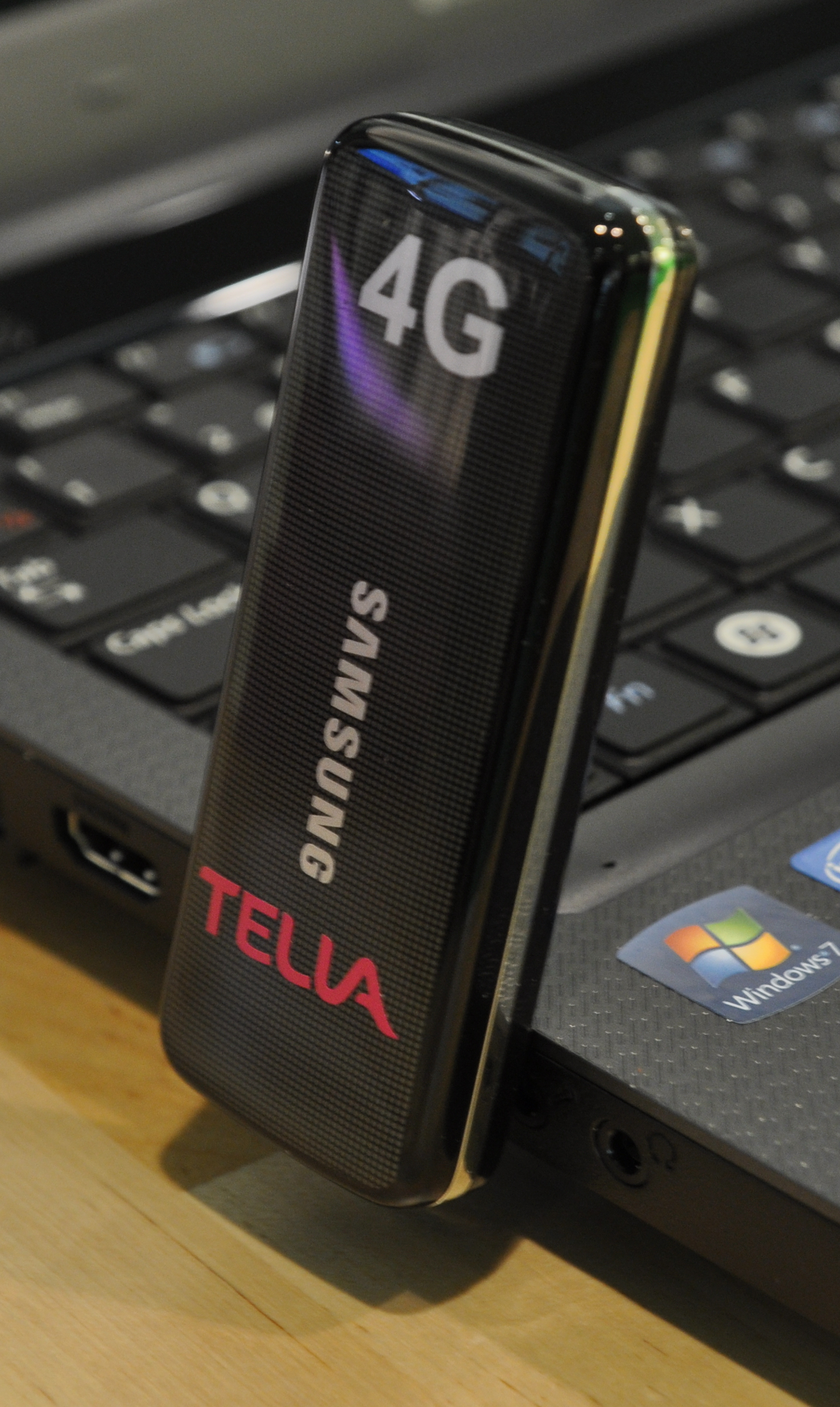

4세대 이동 통신(4G)은 2000년대 후반과 2010년대 초반에 처음 도입된 셀룰러 네트워크 기술의 4세대를 의미한다. 이전의 3세대(3G) 기술과 비교하여 4G는 모든 IP 통신 및 브로드밴드 서비스를 지원하도록 설계되었으며, 음성 전화에서 회선 교환을 없앤다. 또한 3G에 비해 데이터 대역폭이 상당히 높아 고화질 미디어 스트리밍 및 사물인터넷(IoT) 애플리케이션 확장과 같은 다양한 데이터 집약적 애플리케이션을 가능하게 한다.
"4G"로 마케팅된 초기 배포 기술은 3GPP 그룹이 개발한 롱 텀 에볼루션(LTE)과 IEEE 사양을 기반으로 하는 모바일 와이맥스(Mobile WiMAX)였다. 이들은 이전 3G 및 2G에 비해 상당한 향상을 제공했다.

## 기술 개요
2008년 11월, 국제전기통신연합 전파통신 부문(ITU-R)은 국제 이동 통신 고급(IMT-Advanced) 사양이라는 4G 표준에 대한 일련의 요구 사항을 지정하여 4G 서비스의 최고 속도 요구 사항을 고 이동성 통신(예: 기차 및 자동차)의 경우 100 메가비트/초(Mbit/s)(=12.5 메가바이트/초)로, 저 이동성 통신(예: 보행자 및 고정 사용자)의 경우 1 기가비트/초(Gbit/s)로 설정했다.
모바일 와이맥스와 롱 텀 에볼루션(LTE)의 초기 버전은 1 Gbit/s 최고 비트 전송률보다 훨씬 적은 속도를 지원하므로 IMT-Advanced를 완전히 준수하지 않지만, 서비스 제공업체에서는 종종 4G로 브랜딩된다. 운영자에 따르면 네트워크 세대는 새로운 비하향 호환 기술의 배포를 의미한다. 2010년 12월 6일, ITU-R은 이 두 기술과 IMT-Advanced 요구 사항을 충족하지 않는 다른 3G를 넘어서는 기술도 "4G"로 간주될 수 있다고 인정했다. 단, 이들이 IMT-Advanced 호환 버전의 선구자 역할을 하며 "현재 배포된 초기 3세대 시스템에 비해 성능 및 기능에서 상당한 수준의 개선"을 나타내는 경우에 한한다. 원래 LTE 및 WiMAX 표준은 이전에 종종 3.9G/3.95G로 불렸다. ITU의 새로운 4G 정의에는 Evolved High Speed Packet Access(HSPA+)도 포함되었다.
모바일 와이맥스 릴리스 2(WirelessMAN-Advanced 또는 IEEE 802.16m으로도 알려짐) 및 LTE 어드밴스트
(LTE-A)는 위 두 시스템의 IMT-Advanced 호환 하향 호환 버전으로, 2011년 봄에 표준화되었으며 약 1 Gbit/s의 속도를 약속한다. 2012년 1월, ITU는 이전의 4G 정의를 철회하며 모바일 와이맥스 2 및 LTE 어드밴스트는 "진정한 4G"인 반면, 그 전신들은 "과도기적인" 3G-4G라고 주장했다.
이전 세대와 달리 4G 시스템은 전통적인 회선 교환 전화 서비스를 지원하지 않고, 대신 IP 기반의 IP 전화와 같은 모든 통신에 의존한다. 아래에서 보듯이 3G 시스템에서 사용되는 분산 스펙트럼 무선 기술은 모든 4G 후보 시스템에서 버려지고 OFDMA 다중반송파 전송 및 기타 주파수 도메인 등화(FDE) 방식으로 대체되어 광범위한 다중경로 전파(에코)에도 불구하고 매우 높은 비트 전송률을 전송할 수 있다. 스마트 안테나 배열을 이용한 다중 입력 다중 출력(MIMO) 통신으로 최고 비트 전송률이 더욱 향상된다.

## 배경
모바일 통신 분야에서 "세대"는 일반적으로 서비스의 근본적인 성격, 비하향 호환 전송 기술, 더 높은 최고 비트 전송률, 새로운 주파수 대역, 헤르츠 단위의 더 넓은 채널 주파수 대역폭, 그리고 많은 동시 데이터 전송을 위한 더 높은 용량(비트/초/헤르츠/사이트 단위의 더 높은 시스템 스펙트럼 효율)의 변화를 의미한다.
새로운 모바일 세대는 1981년 아날로그(1G)에서 1992년 디지털(2G) 전송으로 처음 전환한 이후 약 10년마다 등장했다. 이어서 2001년에는 3G 멀티미디어 지원, 분산 스펙트럼 전송 및 최소 200 킬로비트/초의 최고 비트 전송률이 도입되었고, 2011년/2012년에는 모바일 초고속(기가비트 속도) 액세스를 제공하는 올 IP 패킷 교환 네트워크를 의미하는 "진정한" 4G가 뒤를 이었다.
ITU는 미래 글로벌 통신에 사용될 기술에 대한 권고 사항을 채택했지만, 실제로 표준화 또는 개발 작업 자체를 수행하지 않고 IEEE, WiMAX 포럼, 3GPP와 같은 다른 표준 기관의 작업에 의존한다.
1990년대 중반, ITU-R 표준화 기관은 IMT-2000 요구 사항을 2000 kbit/s의 최고 비트 전송률을 요구하는 3G 시스템으로 간주해야 하는 표준의 프레임워크로 발표했다. UMTS 계열에서 가장 빠른 3G 기반 표준은 HSPA+ 표준으로, 2009년부터 상용화되었으며 MIMO 없이(즉, 안테나 하나만 사용) 다운스트림 21 Mbit/s(업스트림 11 Mbit/s)를 제공하고, 2011년에는 DC-HSPA+(두 개의 5 MHz UMTS 캐리어를 동시 사용) 또는 2x2 MIMO를 사용하여 다운스트림 최고 비트 전송률이 42 Mbit/s까지 가속화되었다. 이론적으로는 672 Mbit/s까지 속도가 가능하지만 아직 배포되지 않았다. CDMA2000 계열에서 가장 빠른 3G 기반 표준은 EV-DO Rev. B로, 2010년부터 사용 가능하며 다운스트림 15.67 Mbit/s를 제공한다.
2008년, ITU-R은 4G 시스템에 대한 IMT Advanced (International Mobile Telecommunications Advanced) 요구 사항을 지정했다.

## IMT-Advanced 요구 사항
이 문서는 ITU-R이 정의한 IMT-Advanced (International Mobile Telecommunications Advanced)를 사용하는 4G를 참조한다. IMT-Advanced 셀룰러 시스템은 다음 요구 사항을 충족해야 한다.
- 올 IP 패킷 교환 네트워크를 기반으로 해야 한다.
- 모바일 액세스와 같은 고 이동성에서는 최대 약 100 Mbit/s, 유목/지역 무선 액세스와 같은 저 이동성에서는 최대 약 1 Gbit/s의 최고 데이터 전송률을 가져야 한다.[5]
- 셀당 더 많은 동시 사용자를 지원하기 위해 네트워크 리소스를 동적으로 공유하고 사용할 수 있어야 한다.
- 5-20 MHz의 확장 가능한 채널 대역폭을 사용해야 하며, 선택적으로 최대 40 MHz까지 가능하다.[5][12]
- 다운링크에서 15 bit/s·Hz, 업링크에서 6.75 bit/s·Hz의 최고 링크 스펙트럼 효율을 가져야 한다(이는 다운링크에서 1 Gbit/s가 67 MHz 미만의 대역폭으로 가능해야 함을 의미한다).
- 시스템 스펙트럼 효율은 실내의 경우 다운링크 3 bit/s·Hz·cell, 업링크 2.25 bit/s·Hz·cell이다.[5]
- 이종 네트워크 간의 원활한 핸드오버를 지원해야 한다.

2009년 9월, 4G 후보로 기술 제안이 국제전기통신연합(ITU)에 제출되었다. 기본적으로 모든 제안은 두 가지 기술을 기반으로 한다.
- 3GPP가 표준화한 LTE 어드밴스트
- IEEE가 표준화한 802.16m

모바일 와이맥스와 1차 출시 LTE의 구현은 와이맥스 2(802.16m 사양 기반)와 LTE 어드밴스트가 배포될 때까지 상당한 향상을 제공할 임시 방편으로 여겨졌다. 후자의 표준 버전은 2011년 봄에 비준되었다.
LTE 어드밴스트에 대한 3GPP의 첫 번째 요구 사항 세트는 2008년 6월에 승인되었다. LTE 어드밴스트는 2010년에 3GPP 사양의 릴리스 10의 일부로 표준화되었다.
일부 소스는 1차 출시 LTE 및 모바일 와이맥스 구현을 사전 4G 또는 거의 4G로 간주하는데, 이는 정지 수신 시 1 Gbit/s 및 모바일 수신 시 100 Mbit/s라는 계획된 요구 사항을 완전히 준수하지 않기 때문이다.
일부 모바일 통신사들이 4G로 광고하는 제품을 출시하여 혼란을 야기했는데, 이는 일부 소스에 따르면 ITU-R이 정의한 4G 표준 원칙을 따르지 않는 3.9G로 흔히 불리는 사전 4G 버전이지만, 오늘날에는 ITU-R에 따라 4G라고 불릴 수 있다. 예를 들어, 보다폰 네덜란드는 LTE를 4G로 광고하는 반면, LTE 어드밴스트를 '4G+' 서비스로 광고했다. 3.9G 시스템을 신세대라고 부르는 일반적인 주장은 3G 기술과 다른 주파수 대역을 사용하고, 새로운 무선 인터페이스 패러다임을 기반으로 하며, 표준이 3G와 하향 호환되지 않는 반면, 일부 표준은 동일한 표준의 IMT-2000 호환 버전과 상향 호환된다는 것이다.

## 시스템 표준

### IMT-2000 호환 4G 표준
2010년 10월 현재, ITU-R 워킹 파티 5D는 향후 몇 년 안에 사용 가능할 글로벌 통신 시스템에 초점을 맞춘 ITU의 국제 이동 통신 고급 프로그램(IMT-Advanced 프로그램)에 포함하기 위해 두 가지 산업 개발 기술(LTE Advanced 및 WirelessMAN-Advanced)을 승인했다.

#### LTE 어드밴스트
LTE 어드밴스트(Long Term Evolution Advanced)는 IMT-Advanced 표준의 후보이며, 2009년 가을 3GPP 조직에서 ITU-T에 공식적으로 제출되었고, 2013년부터 일반에 공개되었다.3GPP LTE 어드밴스트의 목표는 ITU 요구 사항을 충족하거나 능가하는 것이다. LTE 어드밴스트는 기본적으로 LTE의 향상이다. 새로운 기술이 아니라 기존 LTE 네트워크의 개선이다. 이러한 업그레이드 경로는 벤더가 LTE를 제공한 후 LTE 어드밴스트로 업그레이드하는 데 더 비용 효율적이다. 이는 WCDMA에서 HSPA로 업그레이드하는 것과 유사하다. LTE 및 LTE 어드밴스트는 더 높은 데이터 속도를 달성하기 위해 추가 스펙트럼과 다중화를 활용할 것이다. Coordinated Multi-point Transmission은 향상된 데이터 속도를 처리하는 데 도움이 되는 더 많은 시스템 용량을 허용할 것이다.
|               | LTE Advanced |
| ------------- | ------------ |
| 최고 다운로드 | 1000 Mbit/s  |
| 최고 업로드   | 0500 Mbit/s  |

#### IEEE 802.16m 또는 WirelessMAN-Advanced
802.16e의 IEEE 802.16m 또는 WirelessMAN-Advanced(WiMAX 2) 진화는 개발 중이며, 고정 수신 시 1 Gbit/s, 모바일 수신 시 100 Mbit/s의 IMT-Advanced 기준을 충족하는 것을 목표로 한다.

### 선구자 버전

#### 롱 텀 에볼루션 (LTE)

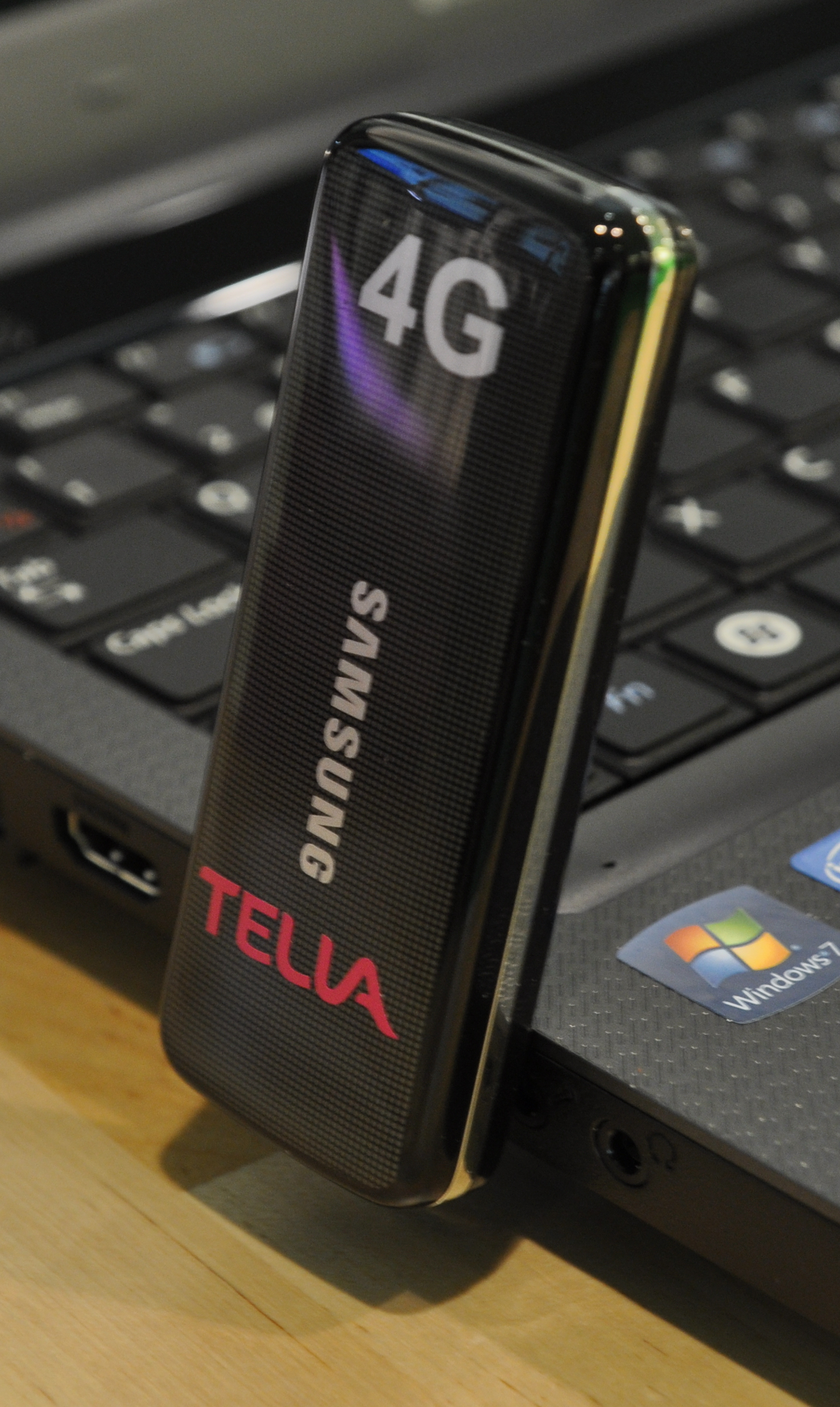
텔리아 브랜드 삼성 LTE 모뎀

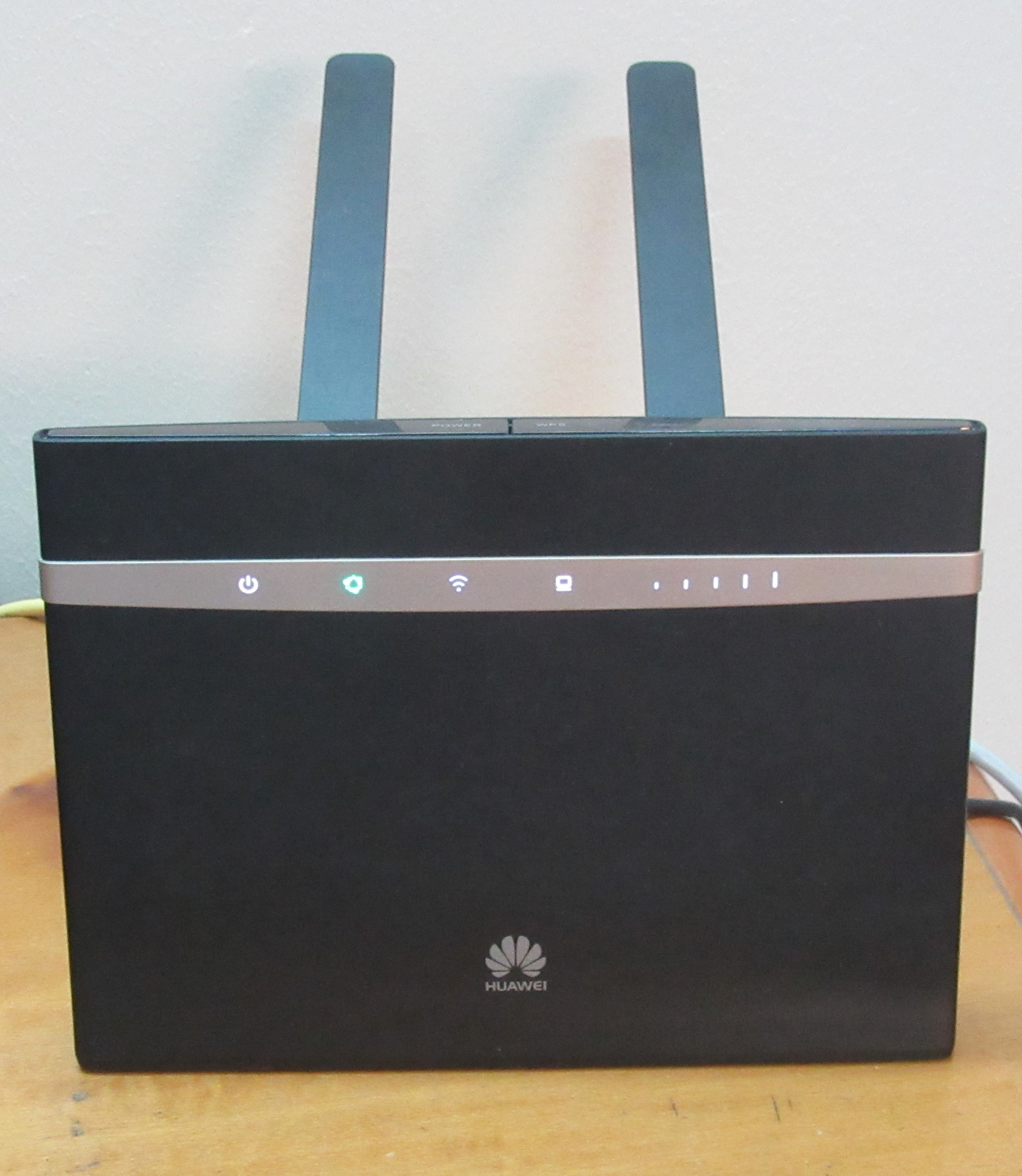
화웨이 4G+ 듀얼 밴드 모뎀

프리-4G 3GPP 롱 텀 에볼루션(LTE) 기술은 종종 "4G – LTE"로 불리지만, 첫 번째 LTE 릴리스는 IMT-Advanced 요구 사항을 완전히 준수하지 않는다. LTE는 20 MHz 채널을 사용하는 경우 다운링크에서 최대 100 Mbit/s, 업링크에서 50 Mbit/s의 이론적인 순수 비트 전송률 용량을 가지며, 다중 입력 다중 출력(MIMO), 즉 안테나 배열을 사용하는 경우 더 많은 용량을 가진다.
물리적 무선 인터페이스는 초기 단계에 고속 OFDM 패킷 액세스(HSOPA)로 명명되었으며, 현재는 Evolved UMTS Terrestrial Radio Access(E-UTRA)로 명명되었다.
최초의 LTE USB 동글은 다른 무선 인터페이스를 지원하지 않는다.
세계 최초의 공개 LTE 서비스는 2009년 12월 14일 스톡홀름(에릭슨 및 노키아 지멘스 네트워크스 시스템)과 오슬로(화웨이 시스템)의 두 스칸디나비아 수도에서 개시되었으며 4G로 브랜딩되었다. 사용자 단말기는 삼성에서 제조했다. 2012년 11월 현재, 미국에서 공개적으로 사용 가능한 5개의 LTE 서비스는 MetroPCS, 버라이즌 와이어리스, AT&T 모빌리티, U.S. 셀룰러, 스프린트, 그리고 T-모바일 US에서 제공한다.
T-모바일 헝가리는 2011년 10월 7일 공개 베타 테스트(친한 사용자 테스트라고 함)를 시작했으며, 2012년 1월 1일부터 상용 4G LTE 서비스를 제공하고 있다.
대한민국에서는 SK텔레콤과 LG U+가 2011년 7월 1일부터 데이터 기기에 LTE 서비스 접속을 허용했으며, 2012년까지 전국 서비스 확대를 목표로 하고 있다. KT는 2012년 3월까지 2G 서비스를 종료하고 2012년 6월까지 1.8 GHz 대역에서 전국 LTE 서비스를 완료했다.
영국에서는 2012년 10월 EE에서 LTE 서비스가 출시되었고, 2013년 8월 O2와 보다폰에서, 그리고 2013년 12월 쓰리에서 출시되었다.
|               | LTE         |
| ------------- | ----------- |
| 최고 다운로드 | 0150 Mbit/s |
| 최고 업로드   | 050 Mbit/s  |

#### 모바일 와이맥스 (IEEE 802.16e)
모바일 와이맥스(IEEE 802.16e-2005) 모바일 무선 광대역 액세스(MWBA) 표준(대한민국에서는 와이브로로도 알려짐)은 종종 4G로 브랜딩되며, 20 MHz 넓은 채널을 통해 다운링크 128 Mbit/s, 업링크 56 Mbit/s의 최고 데이터 전송률을 제공한다.
2006년 6월, 세계 최초의 상업용 모바일 와이맥스 서비스가 KT에 의해 서울에서 개시되었다.
스프린트는 2008년 9월 29일부터 모바일 와이맥스를 사용하기 시작했으며, 현재 버전이 4G 시스템에 대한 IMT Advanced 요구 사항을 충족하지 않음에도 불구하고 이를 "4G" 네트워크로 브랜딩하고 있다.
러시아, 벨라루스, 니카라과에서는 러시아 회사 스카르텔이 와이맥스 광대역 인터넷 액세스를 제공했으며, 요타라는 이름으로 4G로도 브랜딩되었다.
|               | WiMAX       |
| ------------- | ----------- |
| 최고 다운로드 | 0128 Mbit/s |
| 최고 업로드   | 056 Mbit/s  |

표준의 최신 버전인 WiMax 2.1에서는 표준이 이전 WiMax 표준과 호환되지 않도록 업데이트되었으며, 대신 LTE-TDD 시스템과 상호 교환이 가능해져 WiMax 표준이 LTE와 효과적으로 통합되었다.

#### 중국 시장을 위한 TD-LTE
틀:Synthesis
3GPP 롱 텀 에볼루션(LTE)과 와이맥스가 세계 통신 산업에서 강력하게 추진되고 있는 가운데, 전자는 가장 강력한 4G 이동 통신 선도 기술로서 빠르게 중국 시장을 점유하고 있다. LTE 공중 인터페이스 기술의 두 가지 변형 중 하나인 TD-LTE는 아직 성숙하지 않았지만, 많은 국내외 무선 통신사들이 잇달아 TD-LTE로 전환하고 있다.
IBM의 데이터에 따르면 통신 사업자의 67%가 LTE를 고려하고 있는데, 이는 LTE가 미래 시장의 주요 원천이기 때문이다. 위 뉴스는 통신 사업자의 8%만이 와이맥스 사용을 고려하고 있지만, 와이맥스는 고객에게 시장에서 가장 빠른 네트워크 전송을 제공할 수 있고 LTE에 도전할 수 있다는 IBM의 주장을 뒷받침한다.
TD-LTE는 최초의 4G 무선 모바일 광대역 네트워크 데이터 표준은 아니지만, 중국 최대 통신 사업자인 중국이동통신이 개정 및 발표한 중국의 4G 표준이다. 일련의 현장 시험을 거쳐 향후 2년 내에 상용화 단계에 진입할 것으로 예상된다. 에릭슨의 부사장 울프 에발드손은 "중국 공업 정보화부와 중국 이동통신이 올해 4분기에 대규모 현장 시험을 개최할 것이며, 그때 에릭슨이 협력할 것"이라고 말했다. 그러나 현재의 개발 추세로 볼 때, 중국 이동통신이 주장하는 이 표준이 국제 시장에서 널리 인정받을지는 여전히 논란의 여지가 있다.

### 단종된 후보 시스템

#### UMB (이전 EV-DO Rev. C)
UMB(울트라 모바일 브로드밴드)는 차세대 애플리케이션 및 요구 사항을 위해 CDMA2000 휴대 전화 표준을 개선하기 위한 3GPP2 표준화 그룹 내에서 중단된 4G 프로젝트의 브랜드명이었다. 2008년 11월, UMB의 주요 후원자인 퀄컴은 LTE를 선호하며 이 기술의 개발을 중단한다고 발표했다. 목표는 다운스트림 275 Mbit/s, 업스트림 75 Mbit/s 이상의 데이터 속도를 달성하는 것이었다.

#### Flash-OFDM
초기에는 Flash-OFDM 시스템이 4G 표준으로 더 발전할 것으로 예상되었다.

#### iBurst 및 MBWA (IEEE 802.20) 시스템
iBurst 시스템(또는 HC-SDMA, High Capacity Spatial Division Multiple Access)은 초기 단계에 4G의 선구자로 간주되었다. 이후 모바일 브로드밴드 무선 액세스(MBWA) 시스템으로 더 발전했으며, 이는 IEEE 802.20으로도 알려져 있다.

## 모든 후보 시스템의 주요 기술

### 주요 기능
모든 제안된 4G 기술에서 다음과 같은 주요 기능을 관찰할 수 있다.
- 물리 계층 전송 기술은 다음과 같다.[34]
  - MIMO: 다중 안테나 및 다중 사용자 MIMO를 포함한 공간 처리를 통해 초고 스펙트럼 효율을 달성한다.
  - 주파수 도메인 등화, 예를 들어 다운링크의 다중 반송파 변조(OFDM) 또는 업링크의 단일 반송파 주파수 도메인 등화(SC-FDE): 복잡한 등화 없이 주파수 선택적 채널 특성을 활용한다.
  - 주파수 도메인 통계적 다중화, 예를 들어 (OFDMA) 또는 (단일 반송파 FDMA) (SC-FDMA, 일명 선형 프리코딩 OFDMA, LP-OFDMA) 업링크에서: 채널 조건에 따라 다른 부채널을 다른 사용자에게 할당하여 가변 비트 전송률을 제공한다.[35]
  - 터보 원리 오류 정정 부호: 수신 측에서 필요한 SNR을 최소화한다.
- 채널 종속 스케줄링: 시간에 따라 변하는 채널을 사용한다.
- 링크 적응: 적응 변조 및 오류 정정 부호
- 이동성을 위해 사용되는 모바일 IP
- IP 기반 펨토셀 (고정 인터넷 광대역 인프라에 연결된 홈 노드)

이전 세대와 달리 4G 시스템은 회선 교환 전화 통신을 지원하지 않는다. IEEE 802.20, UMB 및 OFDM 표준은 협동 중계로도 알려진 소프트 핸드오버를 지원하지 않는다.

### 다중화 및 액세스 방식
최근에는 직교 FDMA(OFDMA), 단일 반송파 FDMA(SC-FDMA), 인터리브 FDMA, 다중 반송파 CDMA(MC-CDMA)와 같은 새로운 액세스 방식이 차세대 시스템에서 더욱 중요해지고 있다. 이들은 효율적인 FFT 알고리즘과 주파수 도메인 등화를 기반으로 하여 초당 곱셈 횟수를 줄일 수 있다. 또한 대역폭을 제어하고 스펙트럼을 유연하게 형성할 수 있다. 그러나 고급 동적 채널 할당 및 적응형 트래픽 스케줄링이 필요하다.
와이맥스는 다운링크와 업링크에서 OFDMA를 사용한다. LTE (전기통신)의 경우 다운링크에 OFDMA가 사용된다. 반면, OFDMA는 PAPR 관련 문제에 더 많이 기여하고 증폭기의 비선형 작동을 유발하므로 업링크에는 단일 반송파 FDMA가 사용된다. IFDMA는 전력 변동이 적기 때문에 에너지 효율이 낮은 선형 증폭기가 필요하다. 유사하게, MC-CDMA는 IEEE 802.20 표준에 제안되어 있다. 이러한 액세스 방식은 CDMA와 같은 이전 기술과 동일한 효율성을 제공한다. 이 외에도 확장성과 더 높은 데이터 전송률을 달성할 수 있다.
위에 언급된 액세스 기술의 또 다른 중요한 장점은 수신기에서 등화에 필요한 복잡성이 적다는 것이다. 이는 특히 MIMO 환경에서 추가적인 장점인데, MIMO 시스템의 공간 다중화 전송은 본질적으로 수신기에서 높은 복잡성 등화를 필요로 하기 때문이다.
이러한 다중화 시스템의 개선 외에도 향상된 변조 기술이 사용되고 있다. 이전 표준에서는 주로 위상 편이 변조가 사용되었지만, 3GPP 롱 텀 에볼루션 표준에서는 64QAM과 같은 보다 효율적인 시스템이 제안되고 있다.

### IPv6 지원
회선 교환 및 패킷 교환 네트워크 노드로 구성된 두 개의 병렬 인프라를 기반으로 하는 3G와 달리 4G는 패킷 교환만을 기반으로 한다. 이는 낮은 지연 시간 데이터 전송을 필요로 한다.
IPv4 주소는 (거의) 고갈되었으므로, IPv6는 IP를 사용하여 통신하는 수많은 무선 지원 장치를 지원하는 데 필수적이다. 사용 가능한 IP 주소의 수를 늘림으로써 IPv6는 제한된 수의 주소를 더 많은 장치 그룹과 공유하는 방법인 네트워크 주소 변환(NAT)의 필요성을 제거하며, 이는 여러 문제점과 제한 사항을 가지고 있다. IPv6를 사용할 때, IPv6에 연결되지 않은 레거시 IPv4 장치와의 통신을 위해서는 여전히 어떤 종류의 NAT가 필요하다.
2009년 6월 기준, 버라이즌은 네트워크의 모든 4G 장치가 IPv6를 지원하도록 요구하는 사양을 게시했다.

### 고급 안테나 시스템
무선 통신의 성능은 스마트 또는 지능형 안테나라고 불리는 안테나 시스템에 달려 있다. 최근에는 고속, 고신뢰성, 장거리 통신과 같은 4G 시스템의 목표를 달성하기 위해 다중 안테나 기술이 부상하고 있다. 1990년대 초, 증가하는 데이터 통신 수요를 충족시키기 위해 많은 전송 방식이 제안되었다. 공간 다중화라는 한 가지 기술은 대역폭 절약과 전력 효율성으로 중요성을 얻었다. 공간 다중화는 송신기와 수신기에 여러 안테나를 배치하는 것을 포함한다. 그러면 모든 안테나에서 독립적인 스트림을 동시에 전송할 수 있다. 지능형 안테나의 한 분야인 MIMO라고 불리는 이 기술은 기본 데이터 속도를 송신 안테나 수 또는 수신 안테나 수 중 작은 값으로 곱한다. 이 외에도, 페이딩 채널에서 고속 데이터 전송의 신뢰성은 송신 또는 수신 측에 더 많은 안테나를 사용하여 향상될 수 있다. 이를 송신 또는 수신 다이버시티라고 한다. 송신/수신 다이버시티와 송신 공간 다중화는 모두 시공간 코딩 기술로 분류되며, 이는 송신기에서 채널 지식을 반드시 필요로 하지 않는다. 다른 범주는 송신기에서 채널 지식을 필요로 하는 폐쇄 루프 다중 안테나 기술이다.

### 개방형 무선 아키텍처 및 소프트웨어 정의 라디오 (SDR)
4G 이상을 위한 핵심 기술 중 하나는 오픈 아키텍처 플랫폼에서 여러 무선 무선 인터페이스를 지원하는 개방형 무선 아키텍처(OWA)이다.
SDR은 개방형 무선 아키텍처(OWA)의 한 형태이다. 4G는 무선 표준의 집합이므로 4G 장치의 최종 형태는 다양한 표준으로 구성된다. 이는 무선 컨버전스 영역으로 분류되는 SDR 기술을 사용하여 효율적으로 구현될 수 있다.

## 4G 및 프리-4G 기술의 역사
1991년, WiLAN의 창립자인 하팀 자글룰(Hatim Zaghloul)과 미셸 파투치(Michel Fattouche)는 광대역 직교 주파수 분할 다중 방식(WOFDM)을 발명했으며, 이는 4G 이동 통신을 포함한 광대역 무선 통신 애플리케이션의 기반이 되었다.

셀룰러 네트워크 표준 및 세대별 타임라인.

4G 시스템은 원래 DARPA, 즉 미국 국방고등연구계획국에 의해 구상되었다. DARPA는 분산 아키텍처와 엔드투엔드 IP를 선택했으며, 모든 모바일 장치가 네트워크의 다른 장치를 위한 송수신기이자 라우터가 되어 2G 및 3G 셀룰러 시스템의 스포크-허브 약점을 제거하는 P2P 네트워킹을 초기에 신뢰했다.:{{{1}}} 2.5G GPRS 시스템 이후, 셀룰러 시스템은 데이터 서비스를 위한 패킷 교환 노드와 음성 통화를 위한 회선 교환 노드라는 이중 인프라를 제공해 왔다. 4G 시스템에서는 회선 교환 인프라가 폐기되고 패킷 교환망만 제공되는 반면, 2.5G 및 3G 시스템은 패킷 교환 및 회선 교환 네트워크 노드, 즉 두 개의 인프라를 병렬로 필요로 한다. 이는 4G에서 전통적인 음성 통화가 IP 전화로 대체됨을 의미한다.
- 2002년, ITU가 IMT Advanced로 지정한 4G에 대한 전략적 비전이 제시되었다.
- 2004년, 일본의 NTT 도코모가 LTE를 처음 제안했다.[42]
- 2005년, OFDMA 전송 기술이 HSOPA 다운링크의 후보로 선정되었고, 이후 3GPP 롱 텀 에볼루션(LTE) 공중 인터페이스 E-UTRA로 이름이 변경되었다.
- 2005년 11월, KT는 부산에서 모바일 와이맥스 서비스를 시연했다.[43]
- 2006년 4월, KT는 서울에서 세계 최초의 상업용 모바일 와이맥스 서비스를 시작했다.[44]
- 2006년 중반, 스프린트는 향후 몇 년 동안 와이맥스 기술 구축에 약 50억 미국 달러를 투자할 것이라고 발표했다.[45]($64.2억 실질 가치[46]). 그 이후 스프린트는 가파른 분기별 손실을 초래한 많은 난관에 봉착했다. 2008년 5월 7일, 스프린트, 이매진, 구글, 인텔, 컴캐스트, 브라이트 하우스, 타임 워너는 평균 120 MHz의 스펙트럼을 공동으로 사용할 것이라고 발표했다. 스프린트는 Xohm 와이맥스 사업부를 클리어와이어와 합병하여 "클리어"라는 이름의 회사를 설립했다.
- 2007년 2월, 일본 기업 NTT 도코모는 4×4 MIMO를 탑재한 4G 통신 시스템 프로토타입인 VSF-OFCDM을 100 MHz 주파수 대역폭을 사용하여 시속 10 km로 이동하면서 다운링크에서 약 5 Gbit/s의 최대 패킷 전송 속도를 달성하는 시험을 완료했다.[47] 2010년에 첫 상업용 네트워크를 출시할 계획이다.
- 2007년 9월, NTT 도코모는 테스트 중 100 mW 미만의 전력 소비로 200 Mbit/s의 e-UTRA 데이터 전송 속도를 시연했다.[48]
- 2008년 1월, 미국 FCC(Federal Communications Commission)의 700 MHz 이전 아날로그 TV 주파수 스펙트럼 경매가 시작되었다. 그 결과, 스펙트럼의 가장 큰 부분은 버라이즌 와이어리스에, 다음으로 큰 부분은 AT&T에 돌아갔다.[49] 이 두 회사 모두 LTE를 지원할 의사를 밝혔다.
- 2008년 1월, 유럽연합 집행위원 비비안 레딩은 와이맥스를 포함한 무선 통신을 위해 500-800 MHz 스펙트럼을 재할당할 것을 제안했다.[50]
- 2008년 2월 15일, 스카이웍스 솔루션즈는 e-UTRAN용 프런트엔드 모듈을 출시했다.[51][52][53]
- 2008년 11월, ITU-R은 IMT-Advanced에 대한 상세 성능 요구 사항을 수립하고, IMT-Advanced를 위한 후보 무선 액세스 기술(RAT)을 요청하는 회람을 발행했다.[54]
- 2008년 4월, 회람을 받은 직후 3GPP는 IMT-Advanced 워크숍을 개최하여 현재 LTE 표준의 진화인 LTE Advanced가 ITU-R 의제에 따라 IMT-Advanced 요구 사항을 충족하거나 초과할 것이라고 결정했다.
- 2008년 4월, LG와 노텔은 시속 110 km로 이동하면서 50 Mbit/s의 e-UTRA 데이터 전송 속도를 시연했다.[55]
- 2008년 11월 12일, HTC는 최초의 와이맥스 지원 휴대폰인 Max 4G를 발표했다.[56]
- 2008년 12월 15일, 동남아시아 최대 식음료 대기업인 산 미겔 코퍼레이션은 카타르 텔레콤 QSC(Qtel)와 필리핀에서 무선 광대역 및 모바일 통신 프로젝트를 구축하기 위한 양해각서에 서명했다. 이 합작 투자는 필리핀에서 4G를 제공하는 wi-tribe 필리핀을 설립했다.[57] 같은 시기에 글로브 텔레콤은 필리핀에서 첫 와이맥스 서비스를 출시했다.
- 2009년 3월 3일, 리투아니아의 LRTC가 발트해 국가에서 최초의 상업용 "4G" 모바일 와이맥스 네트워크를 발표했다.[58]
- 2009년 12월, 스프린트는 미국 일부 도시에서 "4G" 서비스를 광고하기 시작했는데, 평균 다운로드 속도는 3~6 Mbit/s에 불과하고 최고 속도는 10 Mbit/s(모든 시장에서 사용 가능하지는 않음)였다.[59]
- 2009년 12월 14일, 스웨덴-핀란드 네트워크 사업자 텔리아소네라와 노르웨이 브랜드 넷콤 (노르웨이)에 의해 스칸디나비아 수도인 스톡홀름과 오슬로에 첫 상업용 LTE가 구축되었다. 텔리아소네라는 이 네트워크를 "4G"로 브랜딩했다. 제공된 모뎀 장치는 삼성(동글 GT-B3710)에서 제조했으며, 네트워크 인프라는 화웨이(오슬로)와 에릭슨(스톡홀름)에서 구축했다. 텔리아소네라는 스웨덴, 노르웨이, 핀란드 전역에 LTE를 구축할 계획이다.[60][61] 텔리아소네라는 10 MHz의 스펙트럼 대역폭과 단일-입력-단일-출력을 사용하여 다운링크에서 최대 50 Mbit/s, 업링크에서 25 Mbit/s의 물리 계층 순수 비트 전송률을 제공할 것으로 예상되었다. 초기 테스트 결과 스톡홀름에서 TCP 스루풋은 다운링크 42.8 Mbit/s, 업링크 5.3 Mbit/s를 기록했다.[62]
- 2010년 6월 4일, 스프린트는 미국에서 최초의 와이맥스 스마트폰인 HTC Evo 4G를 출시했다.[63]
- 2010년 11월 4일, MetroPCS가 제공하는 삼성 크래프트는 최초의 상업용 LTE 스마트폰이다.[64]
- 2010년 12월 6일, ITU 세계 전파통신 세미나 2010에서 ITU는 LTE, 와이맥스 및 유사한 "진화된 3G 기술"이 "4G"로 간주될 수 있다고 밝혔다.[65]
- 2011년, 아르헨티나의 클라로는 국내에서 프리-4G HSPA+ 네트워크를 출시했다.
- 2011년, 태국의 트루무브-H는 전국적으로 프리-4G HSPA+ 네트워크를 출시했다.
- 2011년 3월 17일, 미국에서 버라이즌이 제공하는 HTC 썬더볼트는 상업적으로 판매된 두 번째 LTE 스마트폰이었다.[66][67]
- 2012년 2월, 에릭슨은 새로운 eMBMS 서비스(Multimedia Broadcast Multicast Service 향상)를 활용하여 LTE를 통한 모바일 TV를 시연했다.[68]

2009년부터 LTE 표준은 수년간 강력하게 발전하여 전 세계 다양한 통신 사업자들의 많은 구축을 이끌었다. 상업용 LTE 네트워크 및 관련 역사적 발전에 대한 개요는 LTE 네트워크 목록을 참조하라. 수많은 구축 범위 중 많은 통신 사업자들이 LTE 네트워크의 구축 및 운영을 고려하고 있다. 계획된 LTE 구축 목록은 계획된 LTE 네트워크 목록에서 찾을 수 있다.

## 단점
4G는 국제적으로 여행하거나 통신 사업자를 변경하려는 사람들에게 잠재적인 불편을 초래한다. 4G 음성 통화(VoLTE)를 걸고 받으려면 가입자 단말기가 일치하는 주파수 대역을 가지고 있을 뿐만 아니라(잠금 해제가 필요한 경우도 있음), 현지 통신 사업자 및 국가에 대한 일치하는 활성화 설정도 가지고 있어야 한다. 특정 통신 사업자로부터 구매한 전화는 해당 통신 사업자와 함께 작동할 것으로 예상되지만, 다른 통신 사업자 네트워크(국제 로밍 포함)에서 4G 음성 통화를 거는 것은 현지 통신 사업자 및 해당 전화 모델에 특정한 소프트웨어 업데이트 없이는 불가능할 수 있으며, 이는 사용 가능할 수도 있고 아닐 수도 있다(단, 일치하는 주파수 대역을 가진 2G/3G 네트워크가 있는 경우 음성 통화는 2G/3G로 폴백될 수 있다).

## 4G를 넘어서는 연구
4G 시스템의 주요 문제는 셀의 더 넓은 부분, 특히 여러 기지국 사이의 노출된 위치에 있는 사용자에게 높은 비트 전송률을 제공하는 것이다. 현재 연구에서는 이 문제가 매크로 다이버시티 기술(일명 그룹 협력 중계)과 BDMA(빔 분할 다중 접속)를 통해 해결되고 있다.
유비쿼터스 네트워크는 사용자가 여러 무선 액세스 기술에 동시에 연결되어 이들 사이를 원활하게 이동할 수 있는 무형의 현재로서는 완전히 가상의 개념이다(참조 수직 핸드오프, IEEE 802.21). 이러한 액세스 기술에는 와이파이, UMTS, EDGE, 또는 기타 미래의 액세스 기술이 포함될 수 있다. 이 개념에는 스펙트럼 사용 및 전송 전력을 효율적으로 관리하기 위한 스마트 라디오(일명 인지 무선) 기술과 메시 라우팅 프로토콜을 사용하여 유비쿼터스 네트워크를 생성하는 것도 포함된다.

## 4G의 미래
2023년 현재, 많은 국가와 지역에서 차세대 셀룰러 기술인 4G에서 5G로의 전환을 시작했다. 5G는 더욱 빠른 속도, 낮은 지연 시간, 그리고 방대한 수의 장치를 동시에 연결할 수 있는 능력을 약속한다.
4G 네트워크는 5G가 지원되지 않는 지역에 커버리지를 제공하며 수년 동안 5G 네트워크와 공존할 것으로 예상된다.

## 과거 4G 네트워크
| 국가              | 네트워크             | 종료일     | 표준     | 비고                                                              |
| ----------------- | -------------------- | ---------- | -------- | ----------------------------------------------------------------- |
| 캐나다            | Xplore 모바일        | 2022-08-31 | LTE      | [ 71 ]                                                            |
| 자메이카          | 디지셀               | 2018-10-31 | 와이맥스 | [ 72 ]                                                            |
| 마카오            | Smartone             | 2024-11-11 | LTE      | Smartone은 마카오에서 사업을 중단하고 정부에 라이선스를 반납했다. |
| 말레이시아        | Yes 4G               | 2019-10-01 | 와이맥스 | [ 74 ] [ 75 ]                                                     |
| 네팔              | 네팔 텔레콤          | 2021-12-?? | 와이맥스 | [ 76 ]                                                            |
| 트리니다드 토바고 | Blink bmobile (TSTT) | 2015-03-03 | 와이맥스 | [ 77 ]                                                            |
| 미국              | 스프린트             | 2016-03-31 | 와이맥스 | [ 78 ] [ 79 ]                                                     |
| 미국              | T-모바일 (스프린트)  | 2022-06-30 | LTE      | [ 80 ] [ 81 ] [ 82 ]                                              |